# Хинтон, Джейн
Джейн Хинтон (англ. Jane Hinton, 1 мая 1919 — 9 апреля 2003) — пионер в изучении устойчивости бактерий к антибиотикам и одна из первых двух афроамериканок, получивших степень доктора ветеринарной медицины (1949). До изучения ветеринарной медицины в Пенсильванском университете она работала лаборантом в Гарварде, занимаясь разработкой агара Мюллера-Хинтон, культуральной среды, которая сейчас широко используется для проверки чувствительности бактерий к антибиотикам. Позже она работала ветеринаром по мелким животным в Массачусетсе, а затем инспектором федерального правительства. Хинтон была дочерью Уильяма Огастеса Хинтона, микробиолога и первого афроамериканского профессора Гарвардского университета. 

## Ранние годы и образование
Джейн Хинтон родилась 1 мая 1919 года. Её отец, Уильям Огастес Хинтон (1883–1959), был бактериологом и патологом, экспертом в диагностике и лечении сифилиса, включая разработку тестов на сифилис. Сын бывших рабов, он был первым афроамериканским профессором Гарвардского университета и первым афроамериканским автором учебника. Он поступил в лабораторную медицину, потому что расизм в Бостоне помешал ему пройти медицинскую стажировку. Матерью Джейн Хинтон была Ада (род. 1878), учительница средней школы и социальный работник, родившаяся в Джорджии. Уильям и Ада поженились в 1909 году, у них родились две дочери, Джейн и Энн Хинтон Джонс. Джейн Хинтон получила степень бакалавра в возрасте 20 лет в колледже Симмонс в 1939 году.

## Карьера
В 1931 году отец Хинтон разработал курс «Медицинские лабораторные методы», который был открыт для женщин, хотя в то время эта профессия обычно была закрыта для женщин. Джейн Хинтон работала в лабораториях Гарварда в то время, когда она совместно с Джоном Ховардом Мюллером разработала агар Мюллера-Хинтон. Этот агар представлял собой среду, разработанную для выделения бактерий Neisseria, вызывающих гонорею и менингококковый менингит. Мюллер и Хинтон обнаружили, что крахмал в агаре способствует росту бактерий и не даёт бактериальным токсинам мешать тестированию антибиотиков. Он стал наиболее широко используемой питательной средой для нейссерий. В 1960-х годах тесты показали его пригодность для определения чувствительности бактерий к антибиотикам. Институт клинических и лабораторных стандартов, устанавливающий лучшие международные лабораторные стандарты, принял метод Кирби-Бауэра с использованием агара Мюллера-Хинтон в качестве золотого стандарта для тестирования антибиотиков.

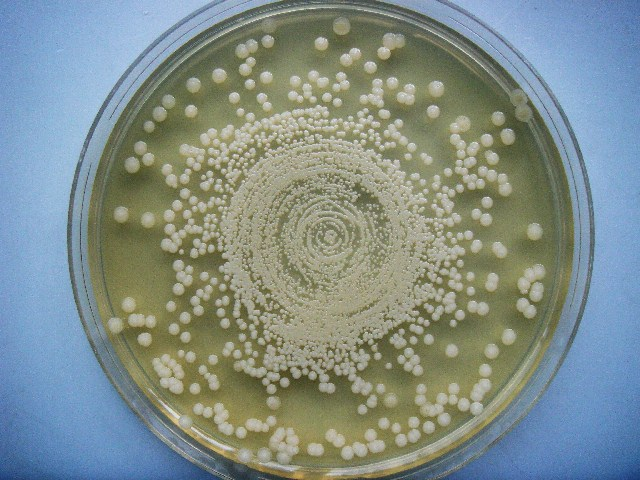
Колонии Burkholderia pseudomallei на агаре Мюллера-Хинтон после 72-часовой инкубации.

Во время Второй мировой войны Хинтон также работала лаборантом в Аризоне. После войны Хинтон изучала ветеринарную медицину в Пенсильванском университете, получив степень доктора ветеринарной медицины (VMD) в 1949 году. Она и Альфреда Джонсон Уэбб, окончившая в том же году Институт Таскиги (ныне Университет Таскиги) с дипломом VMD, были первыми афроамериканскими женщинами-ветеринарами. До того, как Хинтон получила степень, в Пенсильванском университете было всего четыре выпускника с дипломом VMD афроамериканского происхождения, и потом не будет таковых до 1968 года. Хинтон и Уэбб также были первыми афроамериканскими членами Женской ассоциации ветеринарной медицины.
После получения учёной степени Хинтон работала ветеринаром по мелким животным в Кантоне, штат Массачусетс, а затем инспектором федерального правительства во Фреймингхеме, штат Массачусетс.
Джейн Хинтон вместе с Джоном Тейлором, первым афроамериканцем — выпускником школы ветеринарной медицины Пенсильванского университета, были удостоены почестей во время празднования столетия школы от Ассоциации студентов-ветеринаров из числа меньшинств в 1984 году.
Джейн Хинтон умерла 9 апреля 2003 года.